# 災
『災』（さい）は、2025年4月6日から5月11日までWOWOWの「連続ドラマW」枠で放送されたテレビドラマ。主演は香川照之。

## キャスト

### 主要人物
あの男
演 - 香川照之
人に“災い”をもたらす男。姿、口調、顔つき、性格、所作を変えて随所に現れる。本人が語る経歴なども詐称しているようで、学歴は大卒だったり高卒だったり、履歴書に書かれた住所が以前からずっと更地であったりしていた。第3話では始終片足を引きずっていたが、そのラストで周りに誰もいない場面では普通に歩いていた。
第1話では千葉の食堂に現れた船員、および北川祐里の通う学習塾の数学講師・渡部シンジ。第2話では倉本慎一郎と同じ運送会社のトラック運転手・多田。第3話では皆川慎と同じ理髪店の理容師・志村。第4話では岸文也の旅館に出入りしている酒屋の店員で、彼に大麻を密売している男・橋岡。第5話では神奈川県警で用務員をする男・大門宏樹。最終話ではガソリンスタンドの店員で、岡橋美佐江と同じスポーツクラブに通う男・歴島、及び北海道の牧場に飼料を配達する男。
一連の事件が起きる場所に現れており、最終話で登場した自室には被害者のものと思しき毛髪の束が壁に円形でかけられていたが、事件への関与の有無は結局判明していない。
堂本翠
演 - 中村アン
神奈川県警捜査一課の刑事。警部補。捜査への没頭ぶりから同僚には疎まれている。父親の「理由から考えろ」という言葉に従って行動する。
各地の被害者について、髪の毛の一部が切り取られているという共通点があったことから、連続殺人であると考え、各地の事件発生地を巡っている。

### 神奈川県警捜査一課
飯田剛
演 - 竹原ピストル
警部。堂本とともに、"あの男"を追う。怠慢な捜査態度をとっていて堂本と対立することも多いが、かつては「無駄足の飯田」と呼ばれるほど捜査にのめりこむ刑事だった。母親はバイクにひかれて事故死している。
一連の事件について、各地を巡って聞き込みを続け、事件後に職場を退職した人物に着目していた。しかしある日、警察署のトイレで首を吊って亡くなった。遺体からはヒゲが一部切り取られていた。
菊池大貴
演 - 宮近海斗（Travis Japan）
若手刑事。上司の飯田や堂本の捜査をサポートする。

### ゲスト

#### 第1話
北川祐里
演 - 中島セナ（最終話）
2021年、神奈川で受験を控えた高校生。両親は離婚しており、母と一緒に暮らすが、家族関係に悩み、孤独な日々を過ごす。自宅の団地から転落死した。
道子
演 - 安達祐実
2019年、千葉で食堂「相模亭」に勤務していた女性。溺死体として発見される。
北川麻衣
演 - 安藤聖
祐里の母。
平子潤
演 - 池田良
祐里の父。
西山琉太
演 - 坂元愛登
祐里の男友達。
小野美和
演 - 野内まる
祐里の女友達。
講師
演 - 吉村賢人（役名：新井健次郎）、徳留歌織
祐里が通う塾「中秋学院」の講師。
嘉人
演 - 嶺豪一（第5話）
道子の夫。堂本と会って事件の報告を受けるが、「そっとしておいてほしい」と心境を述べた。
女性
演 - 西慶子、小林千里
道子が働く海鮮食堂「相模亭」の店員。
田中正太
演 - 米良まさひろ
早朝にランニングをしている時、祐里の死体を発見する。
辻本和也
演 - 大辻賢吾
祐里がバイトしていたカラオケ店の店長。

#### 第2話
倉本慎一郎
演 - 松田龍平（第1話）
2022年、福岡の運送会社「八木急送」に勤めるトラック整備士。かつては飲酒量が多く、妻が当てた宝くじ100万円を全て酒に費やしてしまったこともあった。その後、トラックでの飲酒運転による事故で人を殺めてしまった過去を持つ。刑務所を出所して、元の運送会社に整備士として再雇用されてからも妻とは別居中。事故以来禁酒していたが、妻の死後に多量の酒を飲み、ふらふら歩いていたところトラックにはねられて死亡した。
倉本加奈
演 - 佐藤みゆき（最終話）
慎一郎の妻。製薬会社勤務。夫とは事故以来別居していた。ある時、河川敷で死体で発見され、山間部の上流で飛び降りて死体が流れてきたものとされた。
育子
演 - 神野三鈴
加奈の母で、慎一郎の義母。慎一郎からは加奈との面会を求められていたが、断っていた。加奈の死後、警察での事情聴取では慎一郎への怒りを爆発させ、加奈は自殺ではないと主張する。
小湊
演 - 諏訪太朗（最終話）
運送会社「八木急送」の社長。
夏川
演 - 芋生悠
「八木急送」での倉本の同僚トラック運転手。
宇和島
演 - 後藤剛範
福岡県警の刑事。
馬場
演 - 三河悠冴
福岡県警の刑事。
男性
演 - 五頭岳夫
倉本がかつて交通事故で死なせてしまった男性。
社員
演 - 木村知貴、垣雅之、松宮瑠泉、横須賀一巧（菱田）、島田莉沙
「八木急送」の運転手および社員。
店員
演 - ふじわらみほ
ファミレス店員。
老婆
演 - 塚田美津代
倉本加奈の遺体の第一発見者。
男性
演 - 螢雪次朗
倉本のサイクリングコースの道路脇のベンチで酒を飲んでいる男性。

#### 第3話
崎山伊織
演 - 内田慈（第2話・最終話）
2023年、石川のショッピングモールの清掃員。勤務7年目。家で苔を栽培するのが趣味。人付き合いが苦手で、マッチングサイトを使って男性と付き合おうとしてもうまくいかずにいた。廃棄品を無断で持ち帰る悪癖がある。ある時、上司の新田から人件費削減を理由に月末での契約終了を告げられ、それに対し「今日辞めます」と即決して仕事を辞めた。その後、皆川と翌日に植物園に行く約束をし、昼食を用意して赴くも、皆川が約束の時間に現れず、夜に一人家に帰る途中、スマホの着信に出た。次の日、ショッピングモールのエスカレーターで倒れて亡くなっているところを発見された。
皆川慎
演 - 藤原季節（第2話・最終話）
ショッピングモール内の理髪店で働く理容師。刑務所に入っていたことがあり、理容師の資格はそこで習得した。普段は穏やかな態度だが、時に激昂することがあり、前の職場でも女性に暴力を振るったことがあった。ひょんなことから崎山と知り合い、仕事を辞めた崎山と植物園に行く約束をした。約束の日、小木の窃盗行為を見咎めた後、志村と出会って飲みに行くが、酔いつぶれて寝てしまい、崎山との約束の時間を過ぎてしまう。次の日、崎山の遺体を見て衝撃を受け、警察の取り調べを受けた。
小木
演 - 宮崎吐夢
慎の同僚。皆川と同じく刑務所で理容師の資格を取得した。前科があるため給料が低いことに不満を持っており、理髪店の金庫から現金を盗んでいた。
西浜
演 - 小林桃子
崎山の後輩の清掃員。仕事中に掃除のカートを倒し、床を洗浄液まみれにしたが、自分からは処理をしようとしなかったため崎山に叱責された。しかしその後、人前で大声で怒鳴られたことが屈辱だったと崎山に恨み言を述べた。
新田
演 - 荒木秀行
崎山の上司。
上司
演 - 松井ショウキ
新田会長が呼んでいると崎山伊織に告げる。
男性
演 - 若林秀敏
崎山伊織と植物園でデートする男性。
刑事
演 - 水澤紳吾（中丸）、沖原一生
石川県警の刑事。

#### 第4話
岸文也
演 - じろう（第3話・最終話）（シソンヌ）
2023年、宮城の旅館「泉芳園」支配人。負債を抱えた旅館を父から継ぎ、一から経営を立て直した。茜が俊哉と関係を持ったことで離婚したが、未だに未練がある。その喪失感を埋めるため、大麻に手を出していた。茜から連絡があったことを機に大麻の購入をやめることを橋岡に告げたが、その翌朝、旅館の池で溺死体として発見された。大麻入りのタバコが発見されたため、強い大麻の影響で意識を失い、池に転落したものと判断された。
実は先代支配人が無精子症であったため、ドナーから精子提供を受けて生まれたのが文也であり、俊哉とは血のつながりのなかったことが判明した。
岸俊哉
演 - 奥野瑛太（最終話）
文也の弟。兄の妻と関係を持ったことで兄とは確執があり、旅館の仕事もせず昼間からスナックに入り浸っている。新たな事業としてスーパー銭湯のような温泉施設の経営を画策するが、元の土地の負債も引き継ぐことが分かり破談にした。若菜がそれに絡んでいると疑い、若菜の首を絞めた。
実は文也の生まれた10年後、無精子症であった先代支配人が奇跡的に自然妊娠でもうけた息子であった。
茜
演 - 早織
岸文也の元妻。今は離れて暮らしているが、文也にメッセージアプリで連絡をしてきた。
若菜
演 - 川﨑珠莉
俊哉の行きつけのスナックのホステス。俊哉に首を絞められたが、なんとか逃げ出した。
今野、河内
演 - 小槙まこ、オラキオ
岸文也を取材する雑誌記者とカメラマン。
男性
演 - 藏内秀樹
若菜のスナックの客。
山城
演 - 中村圭太
俊哉が三竹の土地に手を出そうとしていると文也に忠告する。
料理長
演 - 安藤彰則（第3話）
旅館「泉芳園」の料理長。
酒屋
演 - 中村公隆、西川旺輝、辻京太
「泉芳園」に納品する酒屋「三塚酒店」の店員。
女優
演 - 野口真緒
文也がテレビで観ているサスペンスの出演者。
渡辺愛子
演 - 菊池愛
宮城県警職員。
溜、相田
演 - 谷田歩、名村辰
宮城県警刑事。
桜井
演 - 本田博太郎
地元の有力者。俊哉に土地取引の仲介のようなことをしていたが、そこの負債も負わせようとしていた。

#### 第5話
澤田あかり〈42〉
演 - 山田真歩
工業デザイナー。2024年、台湾出張中に神奈川の自宅のガレージで起きた事故により、夫を亡くす。
滝口
演 - 鈴木慶一
澤田家のガレージの遺体の第一発見者の近所住民。
剛史
演 - 阿久津慶人
飯田剛の息子。現在は母親と暮らしており、父とは時々面会している。
用務員
演 - 原ふき子
神奈川県警に出入りする清掃会社の用務員。
鑑識官
演 - 川島潤哉
澤田家のガレージの遺体は家主の澤田悠人でおそらく事故死であると堂本に告げる。
澤田悠人
演 - 重岡漠
家のガレージで車の下敷きになり亡くなったあかりの夫。照明器具の会社に勤務していた。
二宮玲児
演 - 松井薫平
澤田あかりの家に出入りするフリーランスのキッチンデザイナー。
元川
演 - 佐藤五郎
堂本、菊池と共に、ジャッキと車を使って事故の再現実験検証を行う鑑識官。
堂本克也
演 - 中村育二
翠の父親。元警察幹部。犯罪心理学者。現在は病気により入院中。

#### 最終話
岡橋美佐江
演 - 坂井真紀（第5話）
2024年、愛知の主婦。息子を亡くして以来、夫婦関係がうまくいっていない。
岡橋和久
演 - テイ龍進
美佐江の夫。妻との仲は冷え切っている。若い男と手を握ってある店から楽しげに出てきたところを美佐江に目撃されており、実はゲイだったものと思われる。
涼子
演 - 黒沢あすか
美佐江をアクアビクスに誘った友人。
インストラクター
演 - 大津年金手帳（第5話）
スポーツセンターのアクアビクスのインストラクター。
インストラクター
演 - 三宅克治
スポーツセンターのアクアビクスの金曜担当インストラクター。イケメンで大人気だったが突然失踪し、後にボイラー室で絞殺体で発見される。
小川憲人、事務員
演 - 小野孝弘、李千鶴
北川祐里が通っていた学習塾「中秋学院」の塾長と事務員。
職員
演 - 岡部尚
神奈川県警職員。飯田剛の死去後退職した人間を出入り業者も含め堂本に伝える。
刑事
演 - 柴田明良
インストラクターの死亡事件を堂本に伝えてきた刑事。飯田から髪を切り取られた死体があったら連絡するよう聞いていたという。
男性
演 - カトウシンスケ
橋の上で美佐江に声をかける男性。ハッテン場のあるビルを見張っているという。
見知らぬ男
演 - 名積漣
ハッテン場のビルから和久と共に出て来た男。
息子
演 - 佐藤凌
岡橋夫妻の息子。故人。
店員
演 - 内村遥
ガソリンスタンド「COPAS」の店員。
男性
演 - 井之脇海
2025年、北海道の牧場で働く若い青年。「あの男」から飼料を受け取った。

## スタッフ
- 監督・脚本・編集 - 関友太郎（5月）、平瀬謙太朗（5月）[1]
- チーフプロデューサー - 西憲彦[1]
- プロデューサー - 高江洲義貴、日枝広道、伊藤太一、近藤あゆみ[1]
- 音楽 - 加藤賢二、豊田真之[1]
- 音楽プロデューサー - 菊地智敦[1]
- 撮影 - 國井重人
- 照明 - 鳥羽宏文
- 録音 - 西條博介、小宮元
- 美術 - 安藤真人
- 装飾 - 篠田公史
- 衣裳 - 小林身和子
- ヘアメイク - 知野香那子
- 音響効果 - 渋谷圭介
- VFX - 渡邉祐貴、三村堅一
- 記録 - 尾和茜、孫明雅
- 助監督 - 田中惇也
- 制作担当 - 鈴木遼平
- ラインプロデューサー - 荒河七子
- 原案 - 5月
- 制作プロダクション - AOI Pro.[1]
- 制作協力 - 電通[1]
- 製作著作 - WOWOW[1]
- 番組ロゴ参考資料 - 『字通』（平凡社刊）[1]

## 放送日程
| 各話 | 放送日  | サブタイトル |
| ---- | ------- | ------------ |
| #1   | 4月06日 | 第一話       |
| #2   | 4月13日 | 第二話       |
| #3   | 4月20日 | 第三話       |
| #4   | 4月27日 | 第四話       |
| #5   | 5月04日 | 第五話       |
| #6   | 5月11日 | 最終話       |